# Lino (nome)
Lino  è un nome proprio di persona italiano maschile.

## Varianti
- Alterati: Linuccio[3]
- Femminili: Lina[3][4]

### Variant in altre lingue
- Galiziano: Lino[2]
- Danese: Linus[2]
- Greco antico: Λινος (Linos)[1][2][3]
- Latino: Linus[1][2][3]
- Lituano: Linas[2]
- Norvegese: Linus[2]
- Portoghese: Lino[2]
- Spagnolo: Lino[2]
- Svedese: Linus[2]
- Tedesco: Linus[2]

## Origine e diffusione
Continua il tardo nome latino Linus, privo di alcuna tradizione onomastica etrusca o latina e riconducibile probabilmente dall'antico nome greco Λινος (Linos), la cui etimologia, comunque, è parimenti oscura. Frequentemente viene ricondotto al termine greco λῐ́νον (línon), che indica il tessuto di lino" (un vocabolo di origine non indoeuropea); questa, però, insieme con altre spiegazioni antiche, è oggi considerata paretimologica. Secondo altre fonti, è possibile che il nome derivi da αἴλινος (ailinos, "canto funebre"); questo termine viene spesso indicato come derivante da ai Lines! (ai era un'esclamazione di dolore tipica nell'antica Grecia), ma è più plausibile che derivi dal fenicio ai lanu ("dolore a noi"), un lamento autunnale per la vegetazione morente.
Il nome è presente nella mitologia greca, dove è portato da numerose figure fra cui Lino, figlio di Apollo e maestro di musica di Ercole, ucciso dal suo stesso padre. È inoltre il nome del secondo Papa, che potrebbe essere lo stesso Lino citato da Paolo nella seconda lettera a Timoteo, 4:21; a tale figura biblica, tra l'altro, si deve la diffusione del nome nei paesi anglofoni a partire dal XVII secolo. Più di recente, ha goduto di buona notorietà il personaggio di Linus van Pelt, uno dei protagonisti delle vignette dei Peanuts.
In Italia, il nome è diffuso più o meno ovunque, con prevalenza in Lombardia. Va notato, inoltre, che in italiano Lino può rappresentare, in parte e specialmente in Sicilia, l'ipocoristico di altri nomi quali Angelino, Mariolino, Michelino, Natalino, Pasqualino, Rosolino e via dicendo (origine propria, invece, del femminile Lina).

## Onomastico
L'onomastico si festeggia il 23 settembre in onore di san Lino, secondo Papa, primo successore di san Pietro.

## Persone
- Lino, papa e santo romano

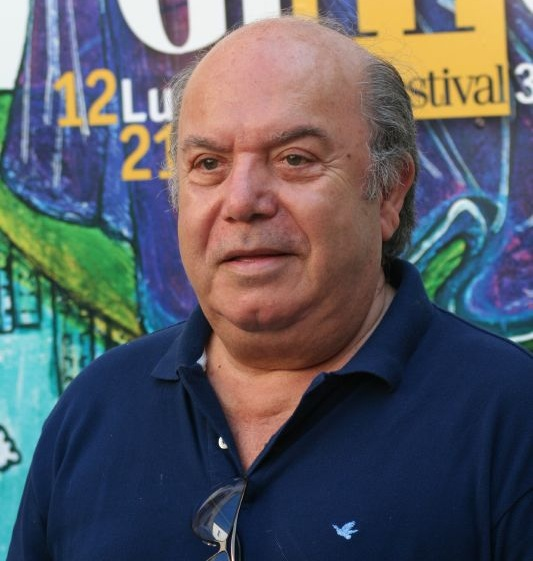
Lino Banfi

- Lino Banfi, attore, comico e conduttore televisivo italiano
- Lino Capolicchio, attore, doppiatore e regista italiano
- Lino Červar, allenatore di pallamano, politico e scrittore croato
- Lino Grava, calciatore italiano
- Lino Guanciale, attore italiano
- Lino Lacedelli, alpinista italiano
- Lino Lardo, cestista e allenatore di pallacanestro italiano
- Lino Liviabella, compositore, pianista e didatta italiano
- Lino Maupas, religioso italiano
- Lino Ventura, attore e lottatore italiano

### Variante Linus

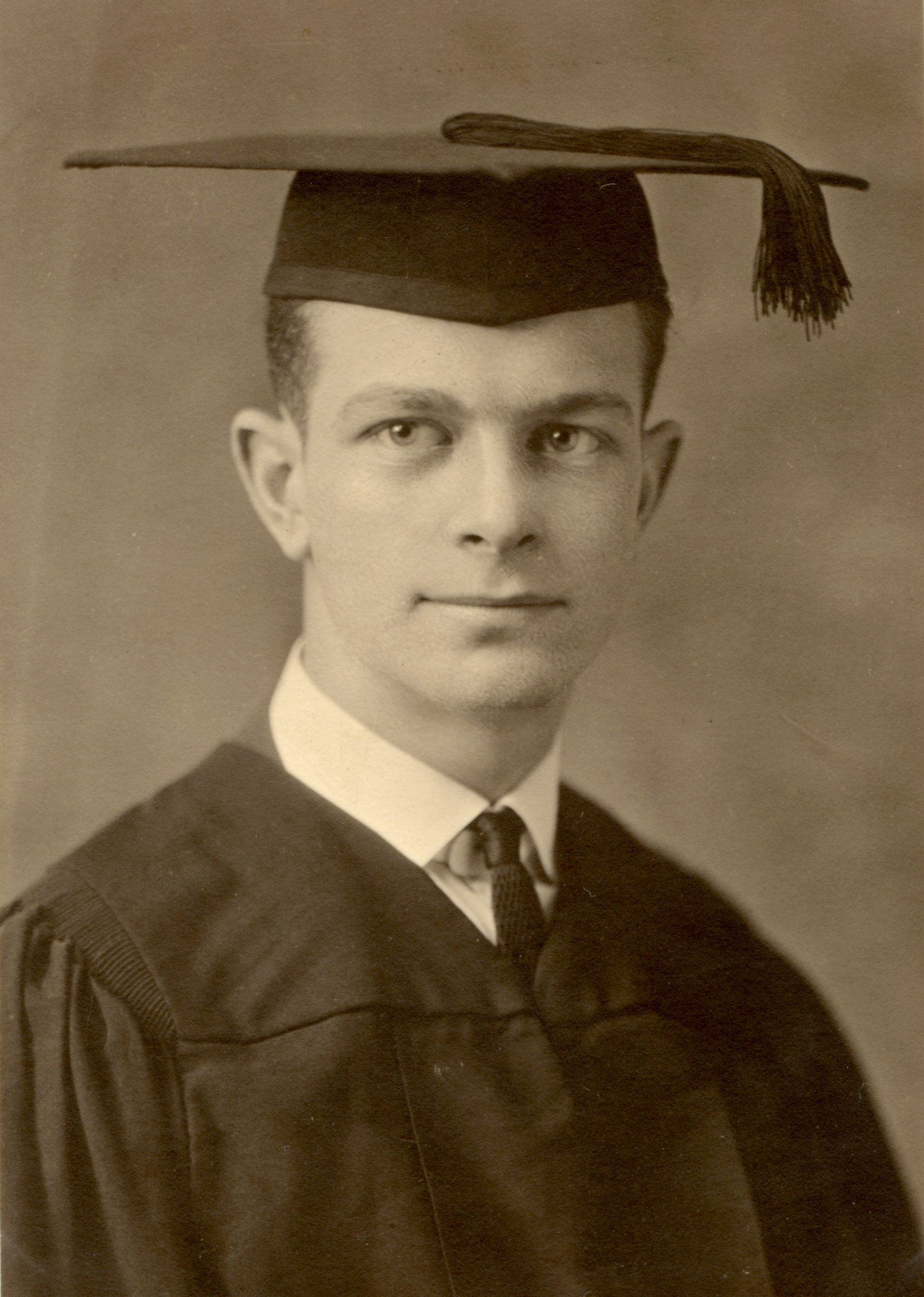
Linus Pauling

- Linus, conduttore radiofonico, personaggio televisivo e scrittore italiano
- Linus Gerdemann, ciclista su strada tedesco
- Linus Hallenius, calciatore svedese
- Linus Omark, hockeista su ghiaccio svedese
- Linus Pauling, chimico, pacifista e scrittore statunitense
- Linus Roache, attore britannico
- Linus Tholse, pallavolista svedese
- Linus Thörnblad, atleta svedese
- Linus Torvalds, programmatore e informatico finlandese
- Linus Yale, inventore statunitense

### Altre varianti
- Linos Chrysikopoulos, cestista greco
- Linas Kleiza, cestista lituano

## Il nome nelle arti
- Lino è un personaggio della serie Pokémon.
- Lino è un altro personaggio della serie Pokémon, capopalestra di Altoripoli.
- David Linus Lieberman, più noto come Microchip, è un personaggio dei fumetti Marvel Comics.
- Linus Rawlings è un personaggio del film del 1962 La conquista del West.
- Linus van Pelt è un personaggio della serie a fumetti di Charles M. Schulz Peanuts.